# Municipio de Brewer (condado de Howard)
El municipio de Brewer (en inglés: Brewer Township) es un municipio ubicado en el condado de Howard en el estado estadounidense de Arkansas. En el año 2010 tenía una población de 400 habitantes y una densidad poblacional de 6,83 personas por km².

## Geografía
El municipio de Brewer se encuentra ubicado en las coordenadas 34°2′49″N 93°51′46″O / 34.04694, -93.86278. Según la Oficina del Censo de los Estados Unidos, el municipio tiene una superficie total de 58.61 km², de la cual 58,12 km² corresponden a tierra firme y (0,84 %) 0,49 km² es agua.

## Demografía
Según el censo de 2010, había 400 personas residiendo en el municipio de Brewer. La densidad de población era de 6,83 hab./km². De los 400 habitantes, el municipio de Brewer estaba compuesto por el 97 % blancos, el 1 % eran afroamericanos, el 0,5 % eran amerindios, el 0,5 % eran asiáticos, el 0,75 % eran de otras razas y el 0,25 % eran de una mezcla de razas. Del total de la población el 2,5 % eran hispanos o latinos de cualquier raza.